# Bête Noire
Bête Noire è il settimo album di Bryan Ferry, pubblicato dalla Virgin Records nel novembre del 1987.
L'album si classificò al nono posto delle chart del Regno Unito.

## Tracce
Lato A
1. Limbo – 5:00 (Bryan Ferry, Patrick Leonard)
2. Kiss and Tell – 4:57 (Bryan Ferry)
3. New Town – 4:50 (Bryan Ferry)
4. Day for Night – 5:35 (Bryan Ferry, Patrick Leonard)
5. Zamba – 3:00 (Bryan Ferry, Patrick Leonard)

Durata totale: 23:22
Lato B
1. The Right Stuff – 4:25 (Bryan Ferry, Johnny Marr)
2. Seven Deadly Sins – 5:10 (Bryan Ferry, Chester Kamen, Guy Pratt)
3. The Name of the Game – 5:28 (Bryan Ferry, Patrick Leonard)
4. Bête Noire – 4:53 (Bryan Ferry, Patrick Leonard)

Durata totale: 19:56
Edizione CD del 1988, pubblicato dalla Virgin Records (CDV2474T)
1. Limbo – 4:59 (Bryan Ferry, Patrick Leonard)
2. Kiss and Tell – 4:52 (Bryan Ferry)
3. New Town – 5:03 (Bryan Ferry)
4. Day for Night – 5:41 (Bryan Ferry, Patrick Leonard)
5. Zamba – 3:02 (Bryan Ferry, Patrick Leonard)
6. The Right Stuff – 4:23 (Bryan Ferry, Johnny Marr)
7. Seven Deadly Sins – 5:12 (Bryan Ferry, Chester Kamen, Guy Pratt)
8. The Name of the Game – 5:30 (Bryan Ferry, Patrick Leonard)
9. Bête Noire – 4:58 (Bryan Ferry, Patrick Leonard)
10. The Right Stuff – 6:31 (Bryan Ferry, Johnny Marr) – Bonus Track - 12" Mix
11. Kiss and Tell – 7:08 (Bryan Ferry) – Bonus Track - Dance Mix
12. Limbo – 6:39 (Bryan Ferry, Patrick Leonard) – Bonus Track - Latin Mix
13. Bête Noire – 4:58 (Bryan Ferry, Patrick Leonard) – Bonus Track - Instrumental

Durata totale: 68:56

## Musicisti
(Sulle note interne del disco vengono elencati tutti i musicisti partecipanti alle registrazioni senza che siano specificati gli strumenti che suonano)
- Bryan Ferry - (voce)
- Mario Abramovich
- Tawatha Agee
- Michael Blumm
- Stuart Breed
- Vinnie Colaiuta
- Michelle Cobbs
- Paulinho da Costa
- Diamond Art
- Rhett Davies
- Simon Draper
- Yanick Etienne
- Siedah Garrett
- David Gilmour
- Hilton Sound
- Neil Hubbard
- Dan Huff
- Paul Jarvis
- Paul Johnson
- Chester Kamen
- Abraham Laboriel
- Patrick Leonard
- Jose Libertella
- Julie Losch
- Brian Loucks
- Jimmy Maelen
- Johnny Marr
- Marcus Miller
- Andy Newmark
- Courtney Pine
- Guy Pratt
- Andrew Reid
- John Robinson
- Bill Ruppert
- Albert Sanchez
- Skyline
- Luis Stazo
- Alistair Thain
- Fonzi Thornton
- Michael Verdick
- Lenny Waronker
- David Williams
- Beat the system

Note aggiuntive
- Bryan Ferry, Patrick Leonard e Chester Kamen (brani: A2, A3, B1 e B2) - produttori
- Simon Puxley - produttore esecutivo
- Registrazioni effettuate al Marcadet Studio ed al Guillaume Tell (Parigi, Francia), Compass Point (Nassau, Bahamas), Mireval (Var, Francia)
- Steve Jackson - ingegnere della registrazione
- Kevin Klein - ingegnere della registrazione
- Ian Eales - ingegnere della registrazione[2]